# 셰이펑
셰이펑(중국어 정체자: 謝衣鳯, 병음: Xìe Yīfèng, 한자음: 사의봉, 1977년 7월 12일 ~ )은 타이완의 정치인이다. 2020년 장화현 제3선거구의 입법위원으로 당선된다.